# Panthea albosuffusa
Panthea albosuffusa är en fjärilsart som beskrevs av Mcdunnough 1937. Panthea albosuffusa ingår i släktet Panthea och familjen Pantheidae. Inga underarter finns listade i Catalogue of Life.

## Bildgalleri

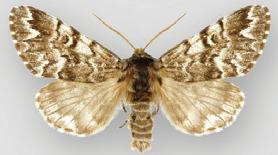
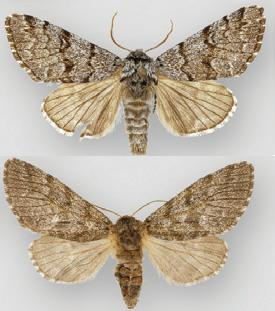